# Ingrīda Barkāne
Ingrīda Barkāne (geb. Verbele; * 18. Januar 1948 in Liepāja) ist eine ehemalige lettische Sprinterin und Hürdenläuferin, die für die Sowjetunion startete.
Bei den Olympischen Spielen 1968 in Mexiko-Stadt erreichte sie über 400 Meter das Halbfinale.
1974 schied sie bei den Europameisterschaften in Rom über 400 Meter im Halbfinale aus und gewann in der 4-mal-400-Meter-Staffel Bronze mit der sowjetischen Mannschaft. Im Jahr darauf folgte Gold in der 4-mal-320-Meter-Staffel bei den Halleneuropameisterschaften 1975 in Kattowitz.
Bei den Europameisterschaften 1978 in Prag wurde sie Siebte im 400-Meter-Hürdenlauf.

## Persönliche Bestzeiten
- 400 m: 51,9 s, 29. Juli 1975, Moskau
- 400 m Hürden: 55,84 s, 11. August 1979, Kaunas